# Gaby Bußmann
Gabriele »Gaby« Bußmann, nemška atletinja, * 8. oktober 1959, Haltern, Zahodna Nemčija.
Nastopila je na olimpijskih igrah leta 1984 ter osvojila bronasto medaljo v štafeti 4×400 m, v teku na 400 m je izpadla v prvem krogu. Na evropskih prvenstvih je osvojila srebrno medaljo v štafeti 4x400 m leta 1986, na evropskih dvoranskih prvenstvih pa bronasto medaljo v teku na 400 m leta 1982.